# Оливейра Моура, Веверсон Леандро
Веверсон Леандро Оливейра Моура (порт. Weverson Leandro Oliveira Moura; род. 12 мая 1993 года в Бразилиа, Бразилия) — бразильский футболист, нападающий японского клуба «Токио», также защищал цвета сборной Бразилии.

## Биография
Леандро занимался в системах весьма скромных футбольных клубов своего родного города, пока не перебрался в «Гремио». За эту команду он дебютировал в 2011 году в матче против «Ипиранги». Леандро появился на поле во втором тайме и отметился забитым голом. Спустя некоторое время он стал любимцем фанатов «Гремио», сравнивавших его с Роналдиньо и Карлосом Эдуардо.
В начале 2013 года Леандро перешёл на правах аренды в «Палмейрас», так как состав «Гремио» пополнили новые нападающие.
Леандро провёл три матча за сборную Бразилии (до 20 лет). 4 апреля 2013 года он дебютировал за основную сборную Бразилии в товарищеском матче против Боливии и отметился забитым мячом.

### Матчи Леандро за сборную Бразилии
| Матчи и голы Леандро за сборную Бразилии | Матчи и голы Леандро за сборную Бразилии | Матчи и голы Леандро за сборную Бразилии | Матчи и голы Леандро за сборную Бразилии | Матчи и голы Леандро за сборную Бразилии | Матчи и голы Леандро за сборную Бразилии |
| №                                        | Дата                                     | Оппонент                                 | Счёт                                     | Голы Леандро                             | Соревнование                             |
| ---------------------------------------- | ---------------------------------------- | ---------------------------------------- | ---------------------------------------- | ---------------------------------------- | ---------------------------------------- |
| 1                                        | 4 апреля 2013                            | Боливия                                  | 4:0                                      | 1                                        | Товарищеский матч                        |

Итого: 1 матч / 1 гол; 1 победа.

## Достижения
Гремио
- Обладатель трофея Пиратини: 2011